# كيم سوخا
كيم سوخا (مواليد 27 يونيو 1953) هو سياسي كمبودي شغل في السابق منصب رئيس حزب الإنقاذ الوطني الكمبودي.